# Angry Birds
Angry Birds (din limba engleză, „păsări furioase”) este o franciză media finlandeză dezvoltată de Rovio Entertainment și deținută de Sega. Inspirat din Crush the Castle, primul joc din serie a fost lansat inițial în decembrie 2009 pentru iOS (Apple). Până în octombrie 2010, peste 12 milioane de copii ale jocului au fost descărcate de la App Store. Compania a început să proiecteze alte versiuni ale jocului, pentru telefoane smartphone cu touchscreen, cu sistemele de operare Android, Symbian și Windows Phone. De atunci au fost create variante pentru console și computer personal.

## Jocuri video
| An              | Joc | Gen                         | Descriere |
| --------------- | --- | --------------------------- | --- |
| Decembrie 2009  | Angry Birds                                                                                                   | Puzzle                      | Primul joc lansat din serie. Acesta include în primul rând aruncarea păsărilor în fortărețele porcilor. |
| Octombrie 2010  | Angry Birds Seasons                                                                                           | Puzzle                      | Al doilea joc din serie, oferind niveluri tematice de sărbătoare. Acesta a fost, de asemenea, original lansat ca "Angry Birds Halloween". |
| Martie 2011     | Angry Birds Rio                                                                                               | Puzzle                      | Al treilea joc din serie, care se leagă cu filmele Rio și Rio 2. |
| Februarie 2012  | Angry Birds Friends                                                                                           | Puzzle                      | Al patrulea joc din serie care are turnee săptămânale și este de asemenea disponibil pe Facebook. |
| Martie 2012     | Angry Birds Space                                                                                             | Puzzle                      | Al cincilea joc din serie care dispune de fizică în spațiu. |
| Septembrie 2012 | Bad Piggies                                                                                                   | Puzzle                      | Al șaselea joc din serie. Jucătorii trebuie să construiască vehicule pentru a aduce porcii la destinațiile lor. |
| Noiembrie 2012  | Angry Birds Star Wars                                                                                         | Puzzle                      | Al șaptelea joc din serie care se leagă cu originala trilogie Star Wars. |
| Septembrie 2013 | Angry Birds Star Wars II                                                                                      | Puzzle                      | Al optulea joc din serie. |
| Decembrie 2013  | Angry Birds Go!                                                                                               | Racing                      | Al nouălea joc din serie. |
| Iunie 2014      | Angry Birds Epic                                                                                              | Role-playing                | Al zecelea joc din serie. |
| Septembrie 2014 | Angry Birds Stella                                                                                            | Puzzle                      | Al unsprezecelea joc din serie. |
| Octombrie 2014  | Angry Birds Transformers                                                                                      | Side-scrolling shooter      | Al doisprezecelea joc din serie. |
| Martie 2015     | Angry Birds POP!                                                                                              | Tile-matching               | Al treisprezecelea joc din serie și al doilea joc din seria Stella numit inițial Angry Birds Stella POP!, unde jucătorii trebuie să potrivească bule pentru a le distruge și, eventual, trebuie să completeze un anumit obiectiv. Pe 5 iulie 2015, numele "Stella" a fost eliminat din titlu și a fost redenumit în Angry Birds POP!. |
| Iunie 2015      | Angry Birds Fight!                                                                                            | Tile-matching, Role-playing | Al paisprezecelea joc din serie. |
| Iulie 2015      | Angry Birds 2                                                                                                 | Puzzle                      | Aceasta este continuarea la Angry Birds și al cincisprezecelea joc din serie. |
| Aprilie 2016    | Angry Birds Action!                                                                                           | Puzzle, Pinball             | Al șaisprezecelea joc din serie. |
| Decembrie 2016  | Angry Birds Blast                                                                                             | Tile-matching               | Al șaptesprezecelea joc din serie. |
| Iunie 2017      | Angry Birds Evolution                                                                                         | Role-playing, pinball       | Al optsprezecelea joc din serie. |
| August 2017     | Angry Birds Match                                                                                             | Tile-matching               | Al nouăsprezecelea joc din serie. |
| Februarie 2018  | Angry Birds Champions                                                                                         | Puzzle                      | Al douăzecilea joc din serie. |
| Mai 2018        | Angry Birds for Messenger                                                                                     | Puzzle                      | Al douăzeci și unulea joc din serie pentru serviciul Messenger al Facebook. |
| Ianuarie 2019   | Angry Birds Dream Blast                                                                                       | Tile-matching               | Al douăzeci și doilea joc din serie, însuși un spin-off al Blast!. |
| Februarie 2019  | Angry Birds AR: Isle of Pigs / Angry Birds VR: Isle of Pigs                                                   | Puzzle                      | Al douăzeci și treilea joc din serie și versiuni de realitate virtuală și realitate augmentată ale jocului original. |
| Mai 2019        | Angry Birds POP Blast                                                                                         | Tile-matching               | Al douăzeci și patrulea joc din serie și o continuare a jocului original, numit inițial Angry Birds POP 2. |
| Iunie 2019      | Angry Birds Explore                                                                                           | N/A                         | Al douăzeci și cincilea joc din serie. |
| August 2019     | The Angry Birds Movie 2 VR: Under Pressure                                                                    | Puzzle                      | Al douăzeci și șaselea joc din serie. |
| Iulie 2021      | Angry Birds Reloaded                                                                                          | Puzzle                      | Al douăzeci și șaptelea joc din serie disponibil pentru Apple Arcade. |
| Decembrie 2021  | Angry Birds: Bird Island (cunoscut și ca Angry Birds: Mayhem Simulator și Angry Birds: Destruction Simulator) | Simulator / rol             | Al douăzeci și optulea joc din serie disponibil exclusiv pe platforma MMOG Roblox. |
| Ianuarie 2022   | Angry Birds Journey                                                                                           | Puzzle                      | Al douăzeci și nouălea joc din serie. |

### Compilații
| An   | Joc                 | Gen    | Descriere |
| ---- | ------------------- | ------ | --- |
| 2012 | Angry Birds Trilogy | Puzzle | O compilație din primele trei jocuri Angry Birds (Originalul, Seasons și Rio) pentru consolele de jocuri video. |

## Media

### Televiziune
Angry Birds Toons, o serie de televiziune bazată pe joc, a debutat pe 16 martie 2013.
Pe 11 aprilie 2014, Rovio a lansat Piggy Tales, o serie animată. Acesta spune povestea de viață a porcilor minioni.
În 2016, Angry Birds Stella, bazat pe jocul cu același nume, a fost lansat.
În 2017, Angry Birds Blues, bazat pe Angry Birds Filmul, a fost lansat.
Pe 9 iunie 2018, un serial intitulat Angry Birds BirLd Cup a fost lansat pe YouTube.
Pe 3 octombrie 2018, Angry Birds Zero Gravity, un serial de trei scurtmetraje, a fost lansat pe YouTube.
Pe 17 noiembrie 2018, Angry Birds on the Run a fost lansat pe YouTube.
Pe 1 iunie 2019, Angry Birds Maker Space a fost lansat pe YouTube.
Pe 18 ianuarie 2020, Angry Birds Slinghsot Stories a fost lansat pe YouTube.
Pe 31 august 2020, Angry Birds Bubble Trouble a fost lansat pe Amazon Freetime Unlimited și YouTube.
În 2022, Netflix a lansat Angry Birds: O vară nebună, care a avut două sezoane și un special.
În 2024, Amazon Prime Video a lansat Angry Birds Mystery Island ca parte a hub-ului Amazon Kids+, care a avut 24 de episoade lansate în trei părți.

### Filme
Un film 3D, Angry Birds Filmul, a fost lansat pe 20 mai 2016. Dezvoltat, produs și finanțat de Rovio Entertainment, a fost animat de Sony Pictures Imageworks și distribuit mondial de Sony Pictures Entertainment sub marca lor Columbia Pictures.
Un al doilea film, Angry Birds Filmul 2, a fost lansat pe 13 august 2019 coprodus de Rovio Animation și Sony Pictures Animation.
Un al treilea film, The Angry Birds Movie 3, este în dezvoltare la Rovio Entertainment, compania sa părinte Sega și Prime Focus Studios, cu DNEG Animation furnizând animația.

## Mărfuri

### Jucării
Au existat mai multe jucării realizate din personaje Angry Birds.